# Witold Wojtkiewicz
Pour les articles homonymes, voir Wojtkiewicz.
Witold Wojtkiewicz, peintre polonais (29 décembre 1879, Varsovie - 14 juin 1909, Varsovie) est un représentant de la Jeune Pologne, figure de l'Art nouveau dans ce pays. Mais son œuvre onirique et personnelle le place en réalité à la croisée de plusieurs courants.

## Biographie
Witold Wojtkiewicz est atteint d'une grave faiblesse cardiaque à sa naissance en 1879. Il grandit dans une famille nombreuse où le père est employé de banque. Contre l'avis de ce dernier, il entame dès 1897 des études artistiques : il est formé dans la classe de dessin de Wojciech Gerson à Varsovie. Il commence par réaliser des portraits d'élèves de son entourage, puis collabore à des revues satiriques (l'hebdomadaire Kolce, plus tard le bimensuel Liberum Veto). 
Après un bref passage à Saint-Pétersbourg, le temps de découvrir que l'atmosphère de la ville ne lui convient pas, il s'installe en 1903 à Cracovie où il parvient à trouver sa place au sein de la société artistique polonaise. Tout en poursuivant ses études aux Beaux-Arts, il y fait notamment la connaissance de Stanislas Parenski, médecin amateur d'art, et de divers intellectuels dont il fait le portrait. Wojtkiewicz parvient à donner une réelle profondeur à ces tableaux bourgeois en laissant transparaître l'âme des personnages qu'il peint.
Peu connu en France, Wojtkiewicz est découvert par André Gide qui tombe sur quelques-unes de ses toiles lors d'un voyage à Berlin en 1907. Enthousiaste, Gide l'invite à exposer à la galerie Druet : ce sera la seule exposition française de l'artiste, qui meurt deux années plus tard d'une crise cardiaque, à l'âge de 29 ans.

## Œuvre

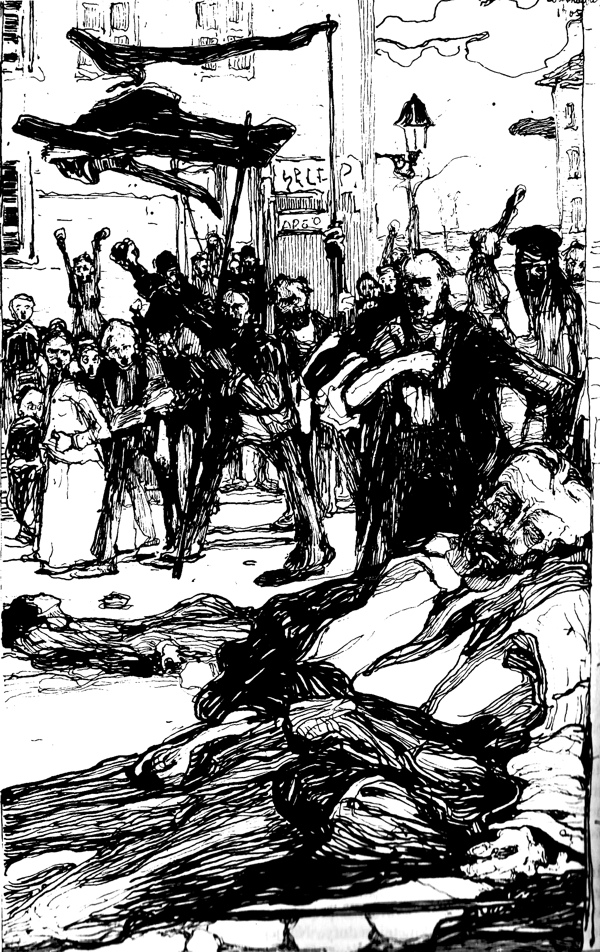
Manifestation de rue, 1905 (Manifestacja Uliczna)

Wojtkiewicz se situe à la croisée du symbolisme et de l'expressionnisme. Son œuvre entretient des liens forts avec ces deux courants dont il est le contemporain, et présente des parallèles avec les préoccupations poétiques et littéraires de son époque. Elle est aussi empreinte de références aux contes et légendes populaires de Pologne.
Les travaux de Wojtkiewicz, qui dissèquent la société de son époque sur le mode du portrait psychologique ou de la caricature, comportent en même temps une dimension étrange, irréelle, voire fantastique nettement assumée, comme dans le Portait de Boleslaw Raczynski musicien de 1905.
Ses cycles de 1908 peuplés de marionnettes, de pierrots, de clowns et d'enfants-vieillards sont connus pour l'univers mélancolique et mystérieux qu'ils mettent en place : à travers des scènes de cirque et des jeux énigmatiques, Wojtkiewicz donne une interprétation fantasmagorique et angoissante de l'existence.
Les toiles de Wojtkiewicz, écrit Gide lorsqu'il les découvre en 1907, « éclairaient cette salle un peu sombre, non par l'éclat des tons (...) mais par une entente bizarre des rapports, par la douloureuse fantaisie du dessin, par l'interprétation émue et quasi pathétique de la couleur. »
La peinture réaliste et tourmentée de Wojtkiewicz a été comparée à celle d'Otto Dix et de Francisco Goya.

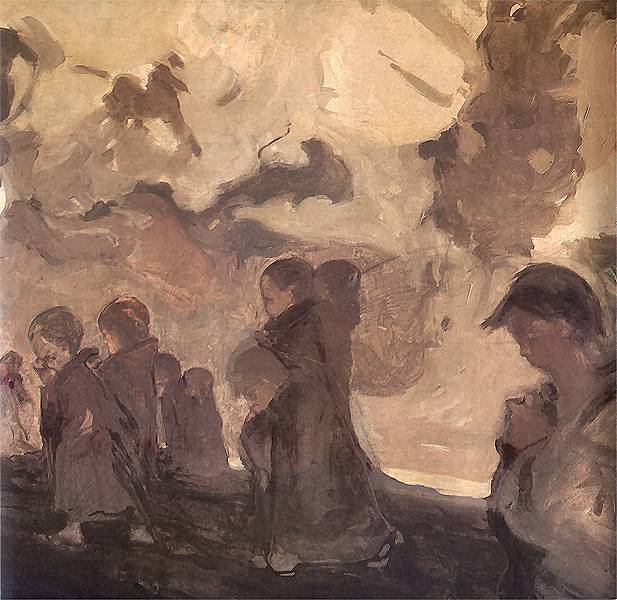
Croisade des enfants (1905)
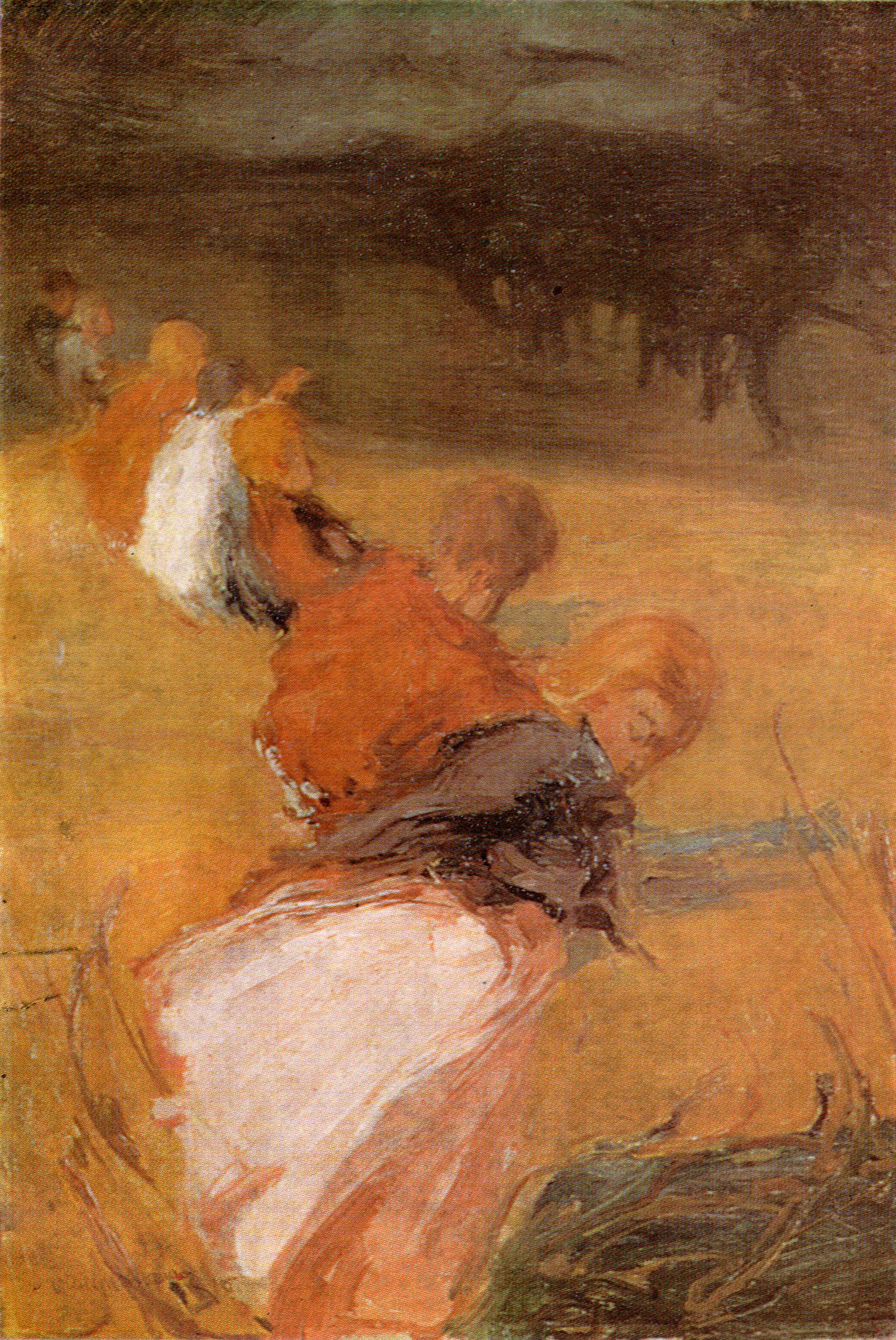
Procession d'enfants (1905)
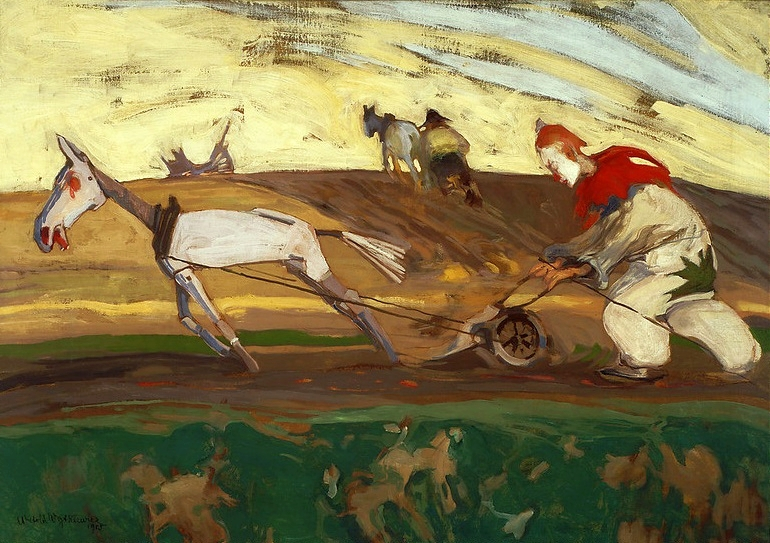
Labour (1905)
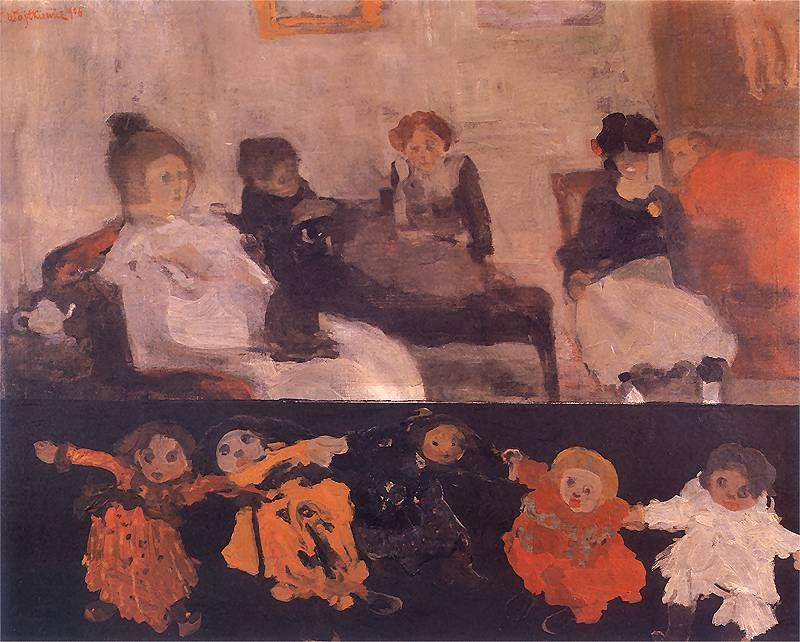
Poupées (1906)
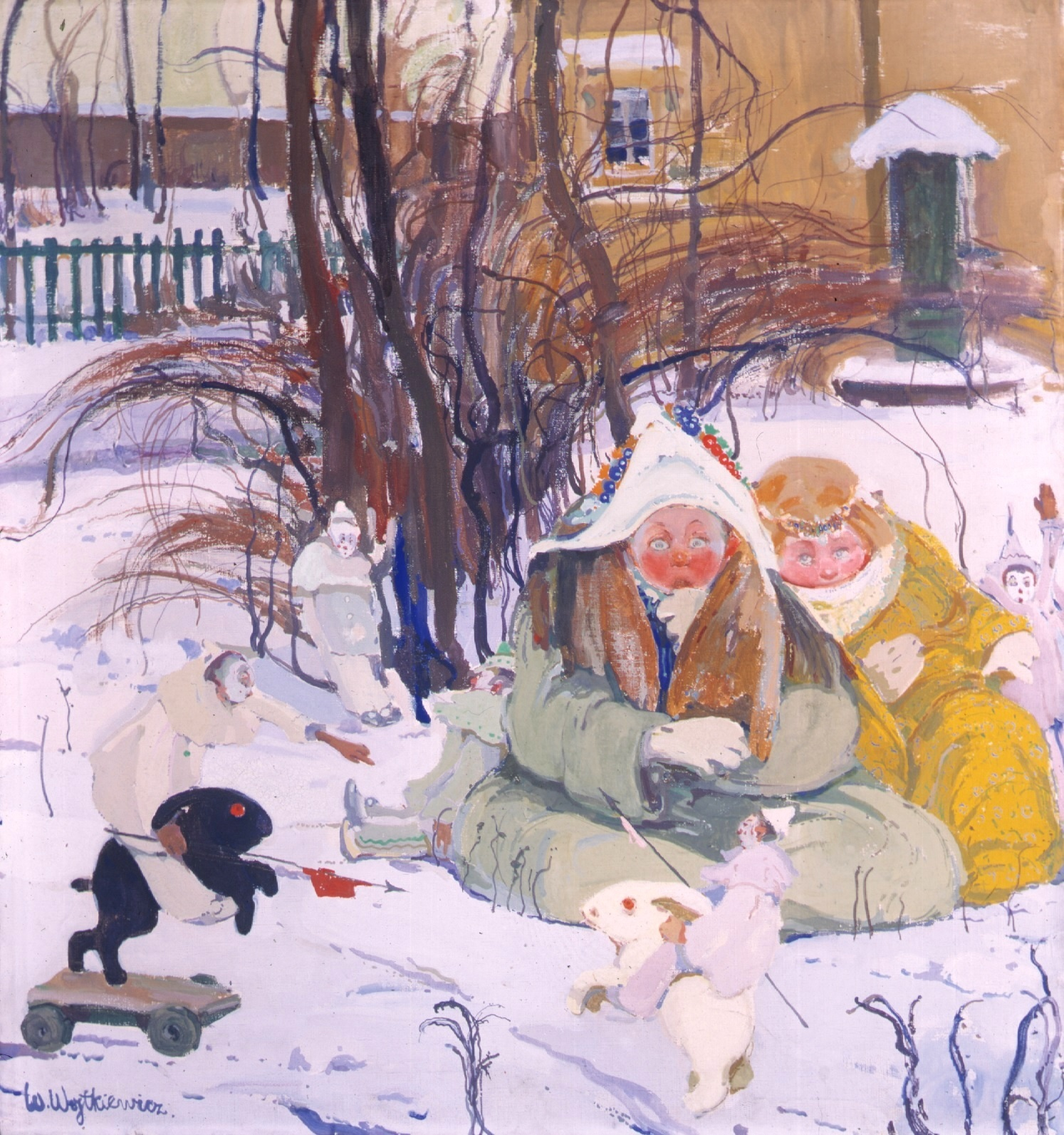
Conte d'hiver (1908)
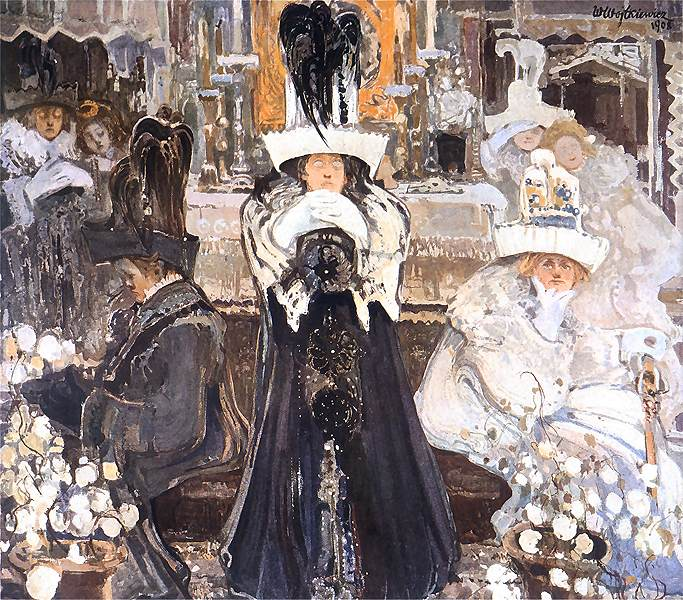
Méditations. Mercredi des Cendres. (1908)
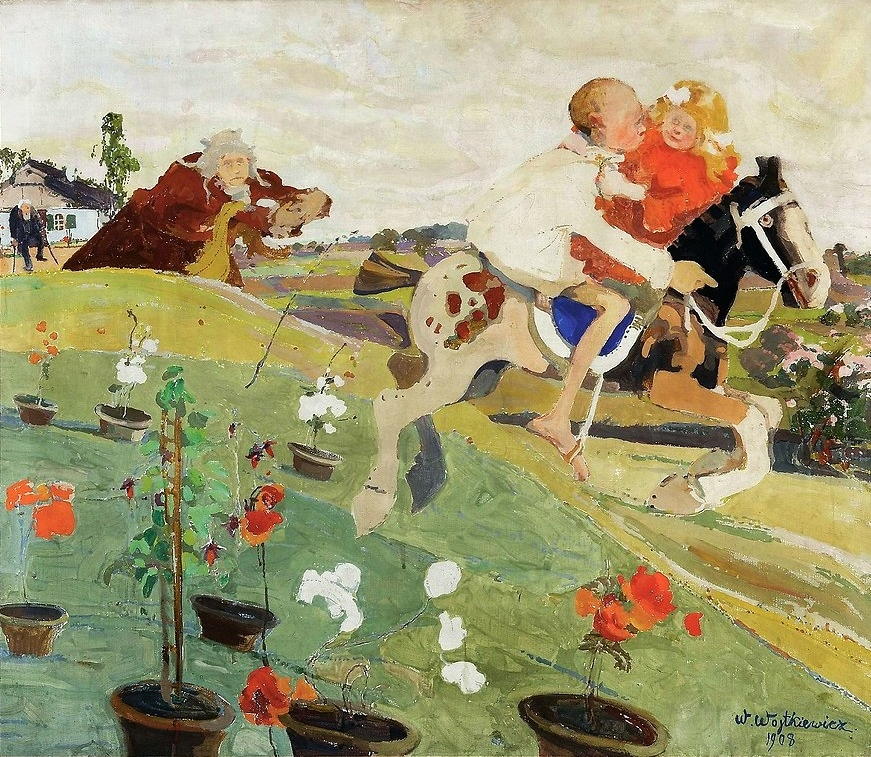
Enlèvement d'une princesse (Fuite). (1908)
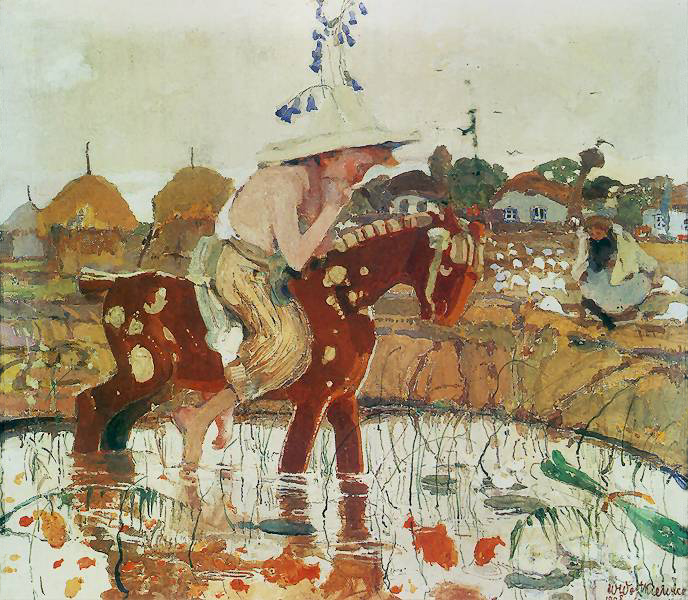
Vision (1908)

### Principaux travaux
On distingue quatre grands cycles thématiques dans l'œuvre de Wojtkiewicz :
- Szkice tragikomiczne  (Croquis tragi-comiques, 1903-1904)
- Cyrki (Cirque, 1905-1907)
- Monomanie (Monomanies, 1906)
- Ceremonie (Cérémonies, 1908, inachevé)